# Kronika
Kronika (řecky chronos – čas, chronika – dějepisné knihy) je literární žánr vzniklý ve středověku, jedná se přitom o jeden z nejdůležitějších narativních historiografických pramenů. Oproti letopisům je kronika ve své formě složitější, často bývá označována za „košatější letopis“. Úlohou kroniky je chronologicky, tedy podle pořadí, v jakém se děj v časové ose odehrál, popsat jednotlivé historické události. Nejedná se však o systematickou vědeckou práci, tak, jak ji chápeme v moderní historiografii.

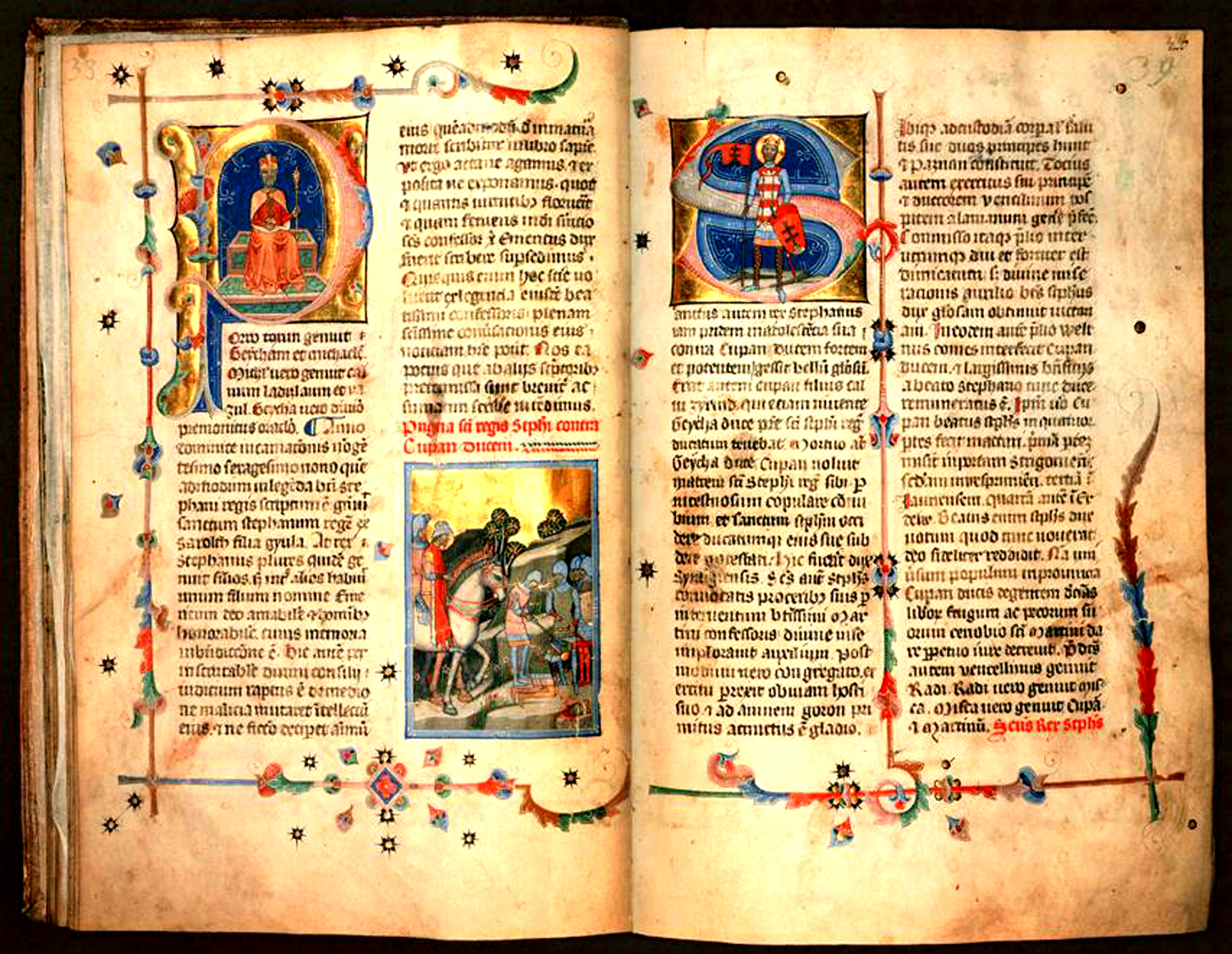
Chronicum Pictum

Popis těchto událostí je sice méně stručný než u letopisů, přesto bývá obvykle více strohý, především v porovnání s prameny hagiografickými. Široce se popisují příčiny a souvislosti, hodnotí se události a jejich aktéři. Jako historiografický pramen zprostředkovává poučení o historické paměti.
Podle obsahu a formy se rozlišují:
- světové kroniky: popisující příběh od stvoření světa po současnost
- říšské kroniky: plynulý přechod ze světové kroniky
- národní kroniky: o počátcích národů
- biskupské, klášterní, řádové kroniky: o založení a dějinách biskupství, kláštera, řádu
- gesta (též činy): kroniky království, dějiny činů jejich představitelů
- dynastické, zemské kroniky, genealogie
- městské kroniky: zvláště u italských středověkých měst, v Česku kronika obce
- kroniky válečné a křížových výprav
- biografie a autobiografie
- cestovní zprávy
- sbírky exemper a knížecí zrcadla: poučení o dobré správě pro následovníky aristokrata

Kroniky patří mezi první díla české literatury.
Mezi významné kroniky (popř. letopisy) českého středověku patří:
- Kosmova kronika
- Kanovník vyšehradský
- Mnich sázavský
- Vincenciův letopis
- Jarlochův letopis
- Zbraslavská kronika
- Dalimilova kronika
- Kronika Františka Pražského
- Kronika kostela pražského
- Kronika Jana Marignoly
- Kronika Vavřince z Březové
- Cronica domus Sarensis (Kronika žďárského kláštera)